# 条纹钻螺
条纹钻螺（学名：Opeas striatussum）为钻头螺科钻螺属的动物。分布于日本、台湾岛以及中国大陆的福建、广东、海南、山东、湖南、河北、北京、澳门等地，生活环境为陆地，多生活于公园花卉草丛根部以及农田住宅附进潮湿多腐殖质的土中或石块下。